# أبو زيان الأول
أبو زيان الأول هو ثالث سلاطين الدولة الزيانية وكان مقره مدينة الجزائر. حكم من 1304 - 1308 وهو إبن أبو سعيد عثمان الأول. اسم أبو زيان كان شائع بكثرة بين آخر الزيانيين واستعمل كنية وهي تصاحب عادة اسم محمد.سيحل محله شقيقه أبو حمو موسى الأول.